# Swiss Leaks
Swiss Leaks (sau SwissLeaks) este numele unei investigații jurnalistice de amploare asupra schemelor de evaziune fiscală ce au avut loc la banca britanică multinațională HSBC prin filiala sa din Elveția, HSBC Private Bank – Suisse.

## Investigația
În februarie 2015 site-ul web International Consortium of Investigative Journalists (ICIJ) a publicat informații despre conturi bancare din Elveția cu titlul Swiss Leaks: Murky Cash Sheltered by Bank Secrecy. Investigația a fost efectuată de circa 154 de jurnaliști din 47 de țări.
Investigatorii au descoperit că între noiembrie 2006 și martie 2007 prin conturile HSBC din Geneva au trecut 180,6 miliarde de euro a 100.000 de clienți și 20.000 companii offshore. Datele pentru această perioadă provin din fișiere sustrase de la HSBC Private Bank de un fost angajat, inginerul software Hervé Falciani și prezentate autorităților franceze la sfârșitul anului 2008.
BBC a raportat că HSBC a exercitat presiune asupra instituțiilor media pentru a nu mediatiza controversa, iar ziarul britanic The Guardian afirma că publicitatea pentru HSBC a fost întreruptă după ce The Guardian a publicat materiale pe acest subiect. Peter Oborne, comentator politic șef de la Daily Telegraph a demisionat, declarând într-o scrisoare deschisă că Daily Telegraph a suprimat materialele negative și nu a luat parte la investigații din cauza contractelor de publicitate cu banca HSBC.

### Dezvăluiri referitoare la România
Conform datelor publicate, 219 clienți care dețin în total 1,4 miliarde dolari în conturi au legături cu România, 5% dintre aceștia având pașaport și naționalitate română. Liderul printre aceștia este evreul canadian Marcel Adams, născut ca Meir Abramovich la Piatra Neamț în 1920. El avea 829 milioane de dolari în contul de la filiala elvețiană a grupului bancar britanic HSBC.
În clasamentul țărilor după valoarea totală a depozitelor, România este pe locul 39. În același top Republica Moldova este pe poziția 139, cu 22,8 milioane de dolari. Lider printre clienții moldoveni este o persoană cu un cont de 20,9 milioane de dolari, identitatea sa nefiind cunoscută.

## Personalități implicate
O serie de nume a clienților implicați au fost publicate în presă, printre care sunt și personalitățile din următoarele domenii :
Politică

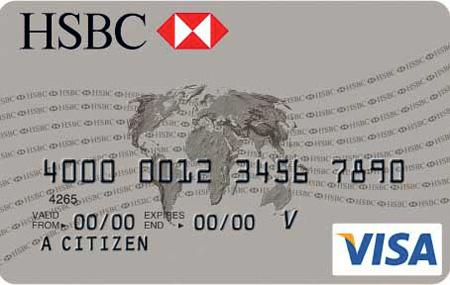
Exemplu de card de credit VISA emis de banca HSBC

- Abdullah al II-lea, rege al Iordaniei
- Aymeri de Montesquiou, om politic
- Bandar ben Sultan, diplomat
- Serge Berdugo, om politic
- Horacio Cartes Jara, președintele Paraguayului
- Hamad bin Khalifa al-Thani, emir al Qatarului
- Jean-Charles Marchiani, om politic
- Prințul Michael de Kent, familia regală britanică
- Moncef El Materi, om politic și de afaceri
- Lalla Meryem, prințesă a Marocului
- Mohammed al VI-lea, rege al Marocului
- Elias Murr, om politic
- Álvaro Noboa, om politic și de afaceri
- Moulay Rachid, prinț al Marocului
- Qabus ibn Saïd, sultan al Omanului
- Salman bin Hamad bin Isa al-Khalifa, prinț ereditar al Bahrainului

Afaceri
- Flavio Briatore, om de afaceri
- André Guelfi, om de afaceri
- Stuart Gulliver, director general al HSBC
- Kerry Packer, magnat media
- Arlette Ricci
- Li Xiaolin, femeie de afaceri

Sport
- Fernando Alonso, pilot de Fprmula 1
- Christophe Dugarry, fotbalist
- Diego Forlán, fotbalist
- Heikki Kovalainen, pilot de Formula 1
- Valentino Rossi, pilot de motoclism
- Marat Safin, tenisman
- Paradorn Srichaphan, tenisman

Artă și divertisment
- Joan Collins, actriță
- Phil Collins, muzician
- Gad Elmaleh, umorist și actor
- Christian Slater, actor

Modă
- Diane von Fürstenberg, creatoare de modă
- Valentino Garavani, stilist și modelier
- Elle Macpherson, fotomodel
- Helmut Newton, fotograf

## Legături externe
- International Consortium of Investigative Journalists: Swiss Leaks: Murky Cash Sheltered by Bank Secrecy
- Guardian: HSBC files show how Swiss bank helped clients dodge taxes and hide millions
- Daniel Glaus (SonntagsZeitung/Tages-Anzeiger) Bin Laden’s “Golden Chain”, article on clients of HSBC with alleged connections to Al-Qaeda,
- EurActiv: 'Swiss Leaks' catastrophic for African economies
- Time for tax justice[nefuncțională – arhivă]
 (Online petition that demands to investigate the leaked cases.)
- New York Times: Swiss Prosecutors Search Offices of HSBC Unit